# Peder Vibe

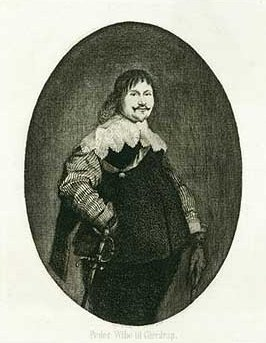

Peder Vibe, död 1658 i Trondhjem, var en dansk diplomat. Han var son till borgmästaren i Köpenhamn Mikkel Vibe och far till Johan Vibe.
Vibe var tre år i franske kungens tjänst och blev 1627 dansk diplomatisk agent och 1629 resident i Frankrike. År 1634 erhöll han såväl danskt som franskt adelskap. Vibe var 1635–1643 dansk resident i Stockholm. Han beklädde 1648–1655 posten som räntmästare och motarbetade efter yttersta förmåga Korfitz Ulfeld.